# Claterna affinis
Claterna affinis är en fjärilsart som beskrevs av Rothschild 1916. Claterna affinis ingår i släktet Claterna och familjen nattflyn. Inga underarter finns listade i Catalogue of Life.